# What's Your Hurry? (1920)
What's Your Hurry? is een Amerikaanse filmkomedie uit 1920 onder regie van Sam Wood. 

## Verhaal
Dusty Rhoades leidt een groep vrachtwagenchauffeurs. Ze moeten een dreigende dambreuk voorkomen door tijdig belangrijke noodvoorraden te transporteren. De reis gaat langs gevaarlijke wegen.

## Rolverdeling
| Acteur                 | Personage             |
| ---------------------- | --------------------- |
| Wallace Reid           | Dusty Rhoades         |
| Lois Wilson            | Virginia MacMurran    |
| Charles Ogle           | Patrick MacMurran     |
| Clarence Burton        | Brenton Harding       |
| Ernest Butterworth jr. | Jongen in het kantoor |